# Mistrzostwa Europy w Zapasach 1990
45. Mistrzostwa Europy w zapasach rozegrano od 6 do 11 maja w Poznaniu.

## Styl klasyczny

### Medaliści
| Konkurencja | Złoto                | Srebro             | Brąz            |
| ----------- | -------------------- | ------------------ | --------------- |
| -48 kg      | Siergiej Suworow     | Iliuță Dăscălescu  | József Faragó   |
| -52 kg      | Jon Rønningen        | Oleg Kuczerenko    | Walentin Krumow |
| -57 kg      | Patrice Mourier      | András Sike        | Rıfat Yıldız    |
| -62 kg      | Giennadij Atmakin    | Jenő Bódi          | Ryszard Wolny   |
| -68 kg      | Isłam Duguczijew     | Petrică Cărare     | Ghani Yalouz    |
| -74 kg      | Torbjörn Kornbakk    | Tuomo Karila       | Jaroslav Zeman  |
| -82 kg      | Thomas Zander        | Siergiej Nasiewicz | Todor Angełow   |
| -90 kg      | Pawieł Potapow       | Marek Kraszewski   | Tibor Komáromi  |
| -100 kg     | Anatolij Fiedorienko | Maik Bullmann      | Andrzej Wroński |
| +100 kg     | Aleksandr Karielin   | Rangeł Gerowski    | Ioan Grigoraș   |

### Tabela medalowa
| Lp. | Państwo        | Złoto | Srebro | Brąz |
| --- | -------------- | ----- | ------ | ---- |
| 1   | ZSRR           | 6     | 2      | 0    |
| 2   | RFN            | 1     | 0      | 1    |
| 2   | Francja        | 1     | 0      | 1    |
| 4   | Szwecja        | 1     | 0      | 0    |
| 4   | Norwegia       | 1     | 0      | 0    |
| 6   | Węgry          | 0     | 2      | 2    |
| 7   | Rumunia        | 0     | 2      | 1    |
| 8   | Bułgaria       | 0     | 1      | 1    |
| 8   | Polska         | 0     | 1      | 1    |
| 10  | Finlandia      | 0     | 1      | 0    |
| 10  | NRD            | 0     | 1      | 0    |
| 12  | Czechosłowacja | 0     | 0      | 1    |

## Styl wolny

### Medaliści
| Konkurencja | Złoto            | Srebro             | Brąz                  |
| ----------- | ---------------- | ------------------ | --------------------- |
| -48 kg      | Romică Rașovan   | Marian Awramow     | Reiner Heugabel       |
| -52 kg      | Szaban Trstena   | Władimir Toguzow   | Iwan Conow            |
| -57 kg      | Rumen Pawłow     | Laszlo Miklosch    | Alisułtan Alisułtanow |
| -62 kg      | Ralf Lyding      | Karsten Polky      | Rosen Wasilew         |
| -68 kg      | Fevzi Şeker      | Georg Schwabenland | Abdułła Magomiedow    |
| -74 kg      | Nasir Gadżihanow | Claudiu Tămăduianu | Walentin Żelew        |
| -82 kg      | Hans Gstöttner   | Elmadi Żabraiłow   | Sebahattin Öztürk     |
| -90 kg      | Wagab Kazibiekow | Gábor Tóth         | Kenan Şimşek          |
| -100 kg     | Arawat Sabiejew  | Andrzej Radomski   | Mahmut Demir          |
| +100 kg     | Andreas Schröder | Kirił Barbutow     | Andriej Szumilin      |

### Tabela medalowa
| Lp. | Państwo    | Złoto | Srebro | Brąz |
| --- | ---------- | ----- | ------ | ---- |
| 1   | ZSRR       | 3     | 2      | 3    |
| 2   | NRD        | 2     | 1      | 0    |
| 3   | Bułgaria   | 1     | 2      | 3    |
| 4   | RFN        | 1     | 2      | 1    |
| 5   | Rumunia    | 1     | 1      | 0    |
| 6   | Turcja     | 1     | 0      | 3    |
| 7   | Jugosławia | 1     | 0      | 0    |
| 8   | Polska     | 0     | 1      | 0    |
| 8   | Węgry      | 0     | 1      | 0    |